# Boldogasszonyfa
Boldogasszonyfa es un pueblo ubicado en el distrito de Szigetvár, en el condado de Baranya, Hungría.

## Superficie
Posee una superficie de 17,22 kilómetros cuadrados.

## Demografía
Hasta 2019 la población era de 360 habitantes, con una densidad de población de 20,91 habitantes por kilómetro cuadrado.